# Joliette (banda)
Joliette (estilizado como joliette) es una banda mexicana de Post-hardcore formada en el 2011 en Puebla, México, radicada actualmente en la Ciudad de México. 
Joliette se caracteriza por su sonido complejo, el cual es difícil de encajar dentro de los límites de solo un género, dando así un toque de modernidad a la escena hardcore en México. Combinando influencias y sonidos que van del Post-hardcore al Punk Rock, post-rock, screamo y mathcore (aunque ellos se autodenominan como Post-Todo) logran ofrecer un sonido igualmente cautivador y demasiado enérgico.
El grupo logró éxito gracias al sencillo "Están Felices" del EP "Voltean/Están Felices" del 2013, logró gran recibimiento y audiencia de los oyentes en el país y en Latinoamérica, asimismo sacando su primer álbum de estudio titulado "Principia".
El grupo mantiene un estatus de culto, asimismo también está consciente de la nueva era del rock mexicano también mencionando que no necesita ser un grupo popular para triunfar en el éxito comercial, esto lo mencionó su ex-baterista Gabriel Mendoza en el sitio mexicano Indie Rocks!. Esto se refleja también en su ética de Trabajo (muy afín al DIY), sus extensas giras y su espectáculo en vivo, el cual es extraordinariamente apasionado. 
Los sencillos más conocidos del grupo son "Están Felices", "Todos Odian", "Martina, Merlina y Dale Con Martín", "Tionkel", "El Alphabiotista", "Señor Mora", "_contraluz_", "Lemus".
Su música ha logrado bastantes oyentes, al punto de que han dado muchas presentaciones en Europa, EUA, Latinoamérica e importantes festivales como el Vive Latino (en 2015), el KnotFest México (en 2016) y en el Festival de Culto del género Screamo "Cry me a River Fest" en Alemania en 2018. 
Son la primera banda mexicana en tener una sesión en vivo en el popular Canal de Youtube/Disquera Estadounidense "AudioTree" en el 2014. Grabaron una sesión más de la serie "WorldWide" en el año 2022.
Forman parte del compilado "Balladeers, Redefined" lanzado por Secret Voice en el año 2023, a lado de bandas como Jeromes Dream, Zeta, Terminal Bliss.

## Integrantes

### Formación actual
- Juan Pablo Castillo - guitarra (2011-presente)
- Gastón Prado - voz, guitarra (2021-presente), bajo (2011-2021), segunda voz (2012-2021)
- Hugo Madrid - bajo, segunda voz, producción (2021-presente)

### Antiguos miembros
- Abraham Flores  - batería, segunda voz (2011-2012)
- Rodrigo Larraza - guitarra (2011-2014)
- Gabriel Mendoza - batería (2012-2017)
- Fernando Obregón - voz (2011-2020), guitarra (2014-2020)
- Azael González - batería (2017-2024)

## Discografía

### Álbumes de estudio
- 2013: "Principia"
- 2016: "Ataxico"
- 2019: "Luz Devora"'

### EP
- 2011: "Convertirse en Agua"
- 2013: "Voltean/Están Felices"
- 2023: "Luz de Bengala"

### Splits
- 2014: "Split con ZagaZaga"
- 2015: "Split con LYED"
- 2015: "Split con Life in Vacuum"
- 2018: "Split con Frameworks"

### Sencillos
- "Segundero" (2022)
- "Contraluz" (2021)
- "El Alphabiotista" (2018)
- "Están Felices"
- "Voltean"
- "Juan Matón"
- "Martina, Merlina y Dale Con Martín".

### Compilados
- "Balladeers, Redefined" Secret Voice, 2023.

### Live Sessions
- "Audiotree Live" (2014)
- "Audiotree Worlwdie" (2022)